# Greg Lansky
Greg Lansky (Parigi, 12 dicembre 1982) è un imprenditore e regista pornografico francese.
Ha diretto e prodotto numerosi film per adulti e nel 2014 ha fondato la Vixen Media Group, una delle più grandi imprese nel settore pornografico, dove ha ricoperto il ruolo di amministratore delegato fino al gennaio 2020, quando ha venduto la sua intera partecipazione nell'azienda. Ha, inoltre, creato case di produzione pornografica come Blacked, Tushy, Vixen e Deeper. Durante gli AVN Awards 2018, Lansky è diventato il secondo uomo nella storia a vincere tre volte consecutive regista dell'anno per AVN.

## Biografia
È nato il 12 dicembre 1982 a Parigi, in Francia da una famiglia multiculturale ed è cresciuto con una educazione ebraica. Ha frequentato una scuola di marketing a Parigi dove ha lavorato per varie reti televisive. Successivamente, lasciata la scuola e fatto uno stage presso una società che produceva reality show, si è trasferito a Los Angeles.

## Carriera
Nel 2005, Lansky insieme all'amico e attore pornografico Mike Adriano, allora immobiliarista, ha girato il suo primo video che pochi mesi dopo è stato venduto al Berlino Venus. Lì ha incontrato Scott Taylor di New Sensations/Digital Sin con cui ha firmato il primo contratto, dirigendo come prima scena Slut Diaries. Tra il 2006 e il 2014 ha collaborato con Reality Kings fino a quando non ha fondato il Vixen Media Group e creato il suo gruppo di studi di produzione di alto livello: Vixen, Blacked, Tushy e Deeper. Nel 2018 ha abbandonato la regia per dedicarsi principalmente alla gestione della sua azienda.
Ha venduto la sua partecipazione in Vixen Media Group nel gennaio 2020 per perseguire altre iniziative imprenditoriali.

## Riconoscimenti
- AVN Awards
  - 2016 – Best Cinematography per Being Riley[15]
  - 2016 – Director Of The Year[15]
  - 2017 - Director Of The Year[16]
  - 2017 – Best Director - Non - Feature per Natural Beauties[16]
  - 2018 – Director Of The Year[17]
- XBIZ Awards
  - 2017 – Director Of The Year - Body Of Work[18]
  - 2017 – Director Of The Year - Non-Feature Release per Anal Beauty[18]
  - 2018 – Director Of The Year - Non-Feature Release[19]
  - 2019 – Director Of The Year - Non-Feature[20]
- XRCO Award
  - 2014 – Best Web Director[21]
  - 2015 – Best Director – web[22]
  - 2016 – Best Director – non-features[23]
  - 2017 – Best Director – non-features[24]
  - 2018 – Best Director – non-features[25]